# Ceblepyris caesius
A Ceblepyris caesius a madarak osztályának verébalakúak (Passeriformes) rendjébe és a tüskésfarúfélék (Campephagidae) családjába tartozó faj.

## Rendszerezése
A fajt Martin Hinrich Carl Lichtenstein német orvos, felfedező és zoológus. írta le 1823-ban, Ceblepyris caesia néven. Egyes szervezetek a Coracina nembe sorolják Coracina caesia néven.

## Alfajai
- Ceblepyris caesius caesius (Lichtenstein, 1823)
- Ceblepyris caesius pura (Sharpe, 1891)

## Előfordulása
Burundi, a Dél-afrikai Köztársaság, Kamerun, a Kongói Demokratikus Köztársaság, Egyenlítői-Guinea, Etiópia, Kenya, Malawi, Mozambik, Nigéria, Ruanda, Szudán, Szváziföld, Tanzánia, Uganda és Zimbabwe területén honos. Természetes élőhelyei a szubtrópusi vagy trópusi síkvidéki és hegyi esőerdők, cserjések, valamint ültetvények. Állandó, nem vonuló faj.

## Megjelenése
Testhossza 27 centiméter, testtömege  53-66 gramm.

## Természetvédelmi helyzete
Az elterjedési területe nagyon nagy, de széttöredezett, egyedszáma pedig stabil. A Természetvédelmi Világszövetség Vörös listáján nem fenyegetett fajként szerepel.